# Гулд, Дэна
Дэна Джон Гулд (англ. Dana John Gould; род. 24 августа 1964, Хоупдейл, Массачусетс, США) — американский комик, актёр и писатель, работы которого были представлены на телевизионных каналах HBO, Showtime и Comedy Central.

## Ранние годы
Дэна Гулд родился в городе Хоупдэйл, штат Массачусетс пятым из шести детей. Дэна воспитывался в католической семье и в детском возрасте исполнял обязанности министранта в епархии Вустера.
1. ↑  Dana Gould // Discogs (англ.) — 2000.